# Bình Trị (Quảng Nam)
Bình Trị is een xã in het district Thăng Bình, een van de districten in de Vietnamese provincie Quảng Nam. Bình Trị heeft ruim 7600 inwoners op een oppervlakte van 19,86 km².

## Geografie en topografie
Bình Trị ligt in het zuidwesten van Thăng Bình en grenst in het noorden aan Quế Sơn en in het zuiden aan Tiên Phước. De aangrenzende xã in Quế Sơn is Quế Châu. De aangrenzende xã in Tiên Phước is Tiên Sơn. De aangrenzende xã's in Thăng Bình zijn Bình Lãnh, Bình Định Bắc, Bình Định Nam en Bình Phú.

## Verkeer en vervoer
Een van de belangrijkste verkeersaders is de quốc lộ 14E. Deze ruim 70 kilometer lange quốc lộ van Phước Xuân naar Hà Lam sluit in Hà Lam op de quốc lộ 1A. De weg is een afgeleide van de quốc lộ 14.